# Afrana desaegeri
Afrana desaegeri és una espècie de granota que viu a la República Democràtica del Congo i, possiblement també, a Uganda.